# Atshen
In de Inuitmythologie is een Atshen een kwaadaardige kannibalistische entiteit. Soms worden de woorden Atshen en Atsheniss (dat zoveel betekent als "kleine Atshen") ook gebruikt voor een extreem gewelddadig persoon. Verhalen over Atshen kunnen een atanukan (mythe) of een tipatshimun (verslag van een ooggetuige) zijn. Hoewel verhalen rondom Atshen hoogstwaarschijnlijk mythes zijn, worden de meeste van de deze verhalen gezien als tipatshimun door de Inuit.
Alle Atshen waren ooit menselijk. In de Inuitmythologie kunnen mensen die mensenvlees hebben gegeten onder bepaalde omstandigheden Atshen worden. De Inuit geloven dat hoe meer Inuitvlees een Atshen eet, des te groter hij wordt. Een Atshen kan worden vernietigd door hem of haar op te sluiten en te wachten tot de Atshen sterft van uitdroging en verhongering. Hierna moet het lichaam worden verbrandt.